# Memoriał Huberta Jerzego Wagnera 2025
Memoriał Huberta Jerzego Wagnera 2025 – 22. edycja turnieju siatkarskiego, która odbędzie się w dniach 29–31 sierpnia 2025 roku.

## Uczestnicy[2]
- Polska
- Brazylia
- Argentyna
- Serbia

## Turniej

### Tabela
| Lp. | Drużyna   | Pkt | Mecze | Mecze   | Mecze   | Sety | Sety | Sety  | Małe punkty | Małe punkty | Małe punkty |
| Lp. | Drużyna   | Pkt | M     | W (3:2) | P (2:3) | wyg. | prz. | ratio | zdob.       | str.        | ratio       |
| --- | --------- | --- | ----- | ------- | ------- | ---- | ---- | ----- | ----------- | ----------- | ----------- |
| 1   | Polska    | 0   | 0     | 0 (0)   | 0 (0)   | 0    | 0    | MAX   | 0           | 0           | MAX         |
| 2   | Brazylia  | 0   | 0     | 0 (0)   | 0 (0)   | 0    | 0    | MAX   | 0           | 0           | MAX         |
| 3   | Argentyna | 0   | 0     | 0 (0)   | 0 (0)   | 0    | 0    | MAX   | 0           | 0           | MAX         |
| 4   | Serbia    | 0   | 0     | 0 (0)   | 0 (0)   | 0    | 0    | MAX   | 0           | 0           | MAX         |

Źródło: [ ]
Punktacja: 3:0 i 3:1 – 3 pkt; 3:2 – 2 pkt; 2:3 – 1 pkt; 1:3 i 0:3 – 0 pkt
Zasady ustalania kolejności: 1. liczba punktów; 2. liczba zwycięstw; 3. stosunek setów; 4. stosunek małych punktów; 5. bilans w bezpośrednich meczach

### Terminarz i wyniki[3]
| Data  | Godz. | Drużyna 1 | Wynik | Drużyna 2 | 1 | 2 | 3 | 4 | 5 | Widzów | * |
| ----- | ----- | --------- | ----- | --------- | - | - | - | - | - | ------ | - |
| 29.08 | 18:00 | Argentyna |       | Brazylia  |   |   |   |   |   |        |   |
| 29.08 | 20:30 | Polska    |       | Serbia    |   |   |   |   |   |        |   |
| 30.08 | 18:00 | Serbia    |       | Argentyna |   |   |   |   |   |        |   |
| 30.08 | 20:30 | Polska    |       | Brazylia  |   |   |   |   |   |        |   |
| 31.08 | 15:15 | Brazylia  |       | Serbia    |   |   |   |   |   |        |   |
| 31.08 | 20:30 | Polska    |       | Argentyna |   |   |   |   |   |        |   |

## Nagrody indywidualne
| Najlepszy zawodnik (MVP) | Najlepszy atakujący | Najlepszy rozgrywający | Najlepszy przyjmujący | Najlepszy środkowy | Najlepszy libero |
| ------------------------ | ------------------- | ---------------------- | --------------------- | ------------------ | ---------------- |
|                          |                     |                        |                       |                    |                  |